# Liste der Gemeinden im Alb-Donau-Kreis

Karte des Alb-Donau-Kreises

Diese Liste der Gemeinden im Alb-Donau-Kreis gibt einen Überblick über die 55 kleinsten Verwaltungseinheiten des Alb-Donau-Kreises. Neun der Gemeinden sind Städte. Die Große Kreisstadt Ehingen (Donau) ist eine Mittelstadt, die anderen acht, Blaubeuren, Blaustein, Dietenheim, Erbach, Laichingen, Langenau, Munderkingen und Schelklingen, sind Kleinstädte. Mit den 55 Gemeinden ist der Alb-Donau-Kreis der Landkreis mit den meisten Gemeinden in Baden-Württemberg.
In seiner heutigen Form wurde der Landkreis im Zuge der im Jahr 1973 durchgeführten Kreisreform durch die Vereinigung der Landkreise Ehingen und Ulm sowie einiger Gemeinden der Landkreise Biberach und Münsingen gebildet. Einige Gemeinden des Landkreises Ehingen gingen an den Landkreis Biberach, und zwei Gemeinden des Landkreises Ulm kamen an den Landkreis Göppingen.

## Beschreibung
Weiter gegliedert werden kann der Landkreis in folgende Vereinbarten Verwaltungsgemeinschaften (VVG) und Gemeindeverwaltungsverbände (GVB):
- VVG Allmendingen mit den Gemeinden, Allmendingen und Altheim;
- VVG Blaubeuren mit der Stadt Blaubeuren und der Gemeinde Berghülen;
- GVB Dietenheim mit der Stadt Dietenheim und den Gemeinden Balzheim und Illerrieden;
- VVG Dornstadt mit den Gemeinden Dornstadt, Beimerstetten und Westerstetten;
- VVG Ehingen (Donau) mit der Stadt Ehingen (Donau) und den Gemeinden Griesingen, Oberdischingen und Öpfingen;
- GVB Kirchberg-Weihungstal mit den Gemeinden Hüttisheim, Illerkirchberg, Schnürpflingen und Staig (Sitz in Illerkirchberg);
- GVB Laichinger Alb mit der Stadt Laichingen und den Gemeinden Heroldstatt, Merklingen, Nellingen und Westerheim (Sitz in Heroldstatt);
- GVB Langenau mit der Stadt Langenau und den Gemeinden Altheim (Alb), Asselfingen, Ballendorf, Bernstadt, Börslingen, Breitingen, Holzkirch, Neenstetten, Nerenstetten, Öllingen, Rammingen, Setzingen und Weidenstetten;
- GVB Lonsee-Amstetten mit den Gemeinden Lonsee und Amstetten (Sitz in Lonsee);
- GVB Munderkingen mit der Stadt Munderkingen und den Gemeinden Emeringen, Emerkingen, Grundsheim, Hausen am Bussen, Lauterach, Obermarchtal, Oberstadion, Rechtenstein, Rottenacker, Untermarchtal, Unterstadion und Unterwachingen;

Die Städte Blaustein, Erbach und Schelklingen sind nicht Mitglied einer Verwaltungsgemeinschaft beziehungsweise eines Gemeindeverwaltungsverbandes.
Der Landkreis hat eine Gesamtfläche von 1357,32 km². Die größte Fläche innerhalb des Landkreises hat die Kreisstadt Ehingen (Donau) mit 178,4 km². Es folgen die Städte Blaubeuren mit 79,15 km², Schelklingen mit 75,24 km² und Langenau mit 75,0 km². Die Städte Laichingen und Erbach haben eine Fläche die größer ist als 60 km². Zwei Gemeinden sind größer als 50 km², drei größer als 40 km², eine größer als 30 km² und sechs größer als 20 km². 18 Gemeinden haben eine Fläche von über 10 km², darunter die Städte Dietenheim und Munderkingen; die restlichen 19 Gemeinden sind unter 10 km² groß. Die kleinsten Flächen haben die Gemeinden Hausen am Bussen mit 3,52 km², Breitingen mit 2,89 km² und Unterwachingen mit 2,6 km².
Den größten Anteil an der Bevölkerung des Landkreises von 201.769 Einwohnern haben die Große Kreisstadt Ehingen (Donau) mit 27.751 Einwohnern, die Stadt Blaustein mit 16.469 Einwohnern und die Stadt Langenau mit 15.287 Einwohnern. Die Städte Erbach, Blaubeuren und Laichingen haben ebenfalls über 10.000 Einwohner. Vier Gemeinden haben über 5.000 Einwohner, darunter die Städte Schelklingen, Dietenheim und Munderkingen. 15 Gemeinden haben 2.000 bis 5.000 Einwohner, zwölf Gemeinden haben zwischen 1.000 und 2.000 Einwohner. Die restlichen 18 Gemeinden, haben unter 1.000 Einwohner. Die drei von der Einwohnerzahl her kleinsten Gemeinden sind Grundsheim mit 205 Einwohnern, Börslingen mit 178 und Emeringen mit 166 Einwohnern.
Der gesamte Alb-Donau-Kreis hat eine Bevölkerungsdichte von 149 Einwohnern pro km². Die größte Bevölkerungsdichte innerhalb des Kreises haben die Gemeinde Illerkirchberg mit 436 Einwohnern pro km² und die Städte Munderkingen mit 413 und Dietenheim mit 364. Fünf Gemeinden haben eine Bevölkerungsdichte von über 200, darunter die Stadt Erbach. Weitere elf Gemeinden haben eine größere Bevölkerungsdichte als der Landkreisdurchschnitt von 149, darunter die Städte Langenau, Laichingen, Blaubeuren und die Kreisstadt Ehingen (Donau). Neun Gemeinden haben zwischen 100 und 140 Einwohner pro km² und in 27 Gemeinden liegt die Bevölkerungsdichte unter 100, darunter die Stadt Schelklingen. Die am dünnsten besiedelten Gemeinden sind Holzkirch mit 34, Börslingen mit 28 und Emeringen mit 22 Einwohnern pro km².

## Legende
- Gemeinde: Name der Gemeinde beziehungsweise Stadt und Angabe, zu welchem Landkreis der namensgebende Ort der Gemeinde vor der Gebietsreform gehörte
- Teilorte: Aufgezählt werden die ehemals selbständigen Gemeinden der Verwaltungseinheit. Dazu ist das Jahr der Eingemeindung angegeben. Bei den Teilorten, die vor der Gebietsreform zu einem anderen Landkreis gehörten als der Hauptort der heutigen Gemeinde, ist auch dieses vermerkt
- VVG / GVB: Zeigt die Zugehörigkeit zu einer der Verwaltungsgemeinschaften beziehungsweise des Gemeindeverwaltungsverbandes
- Wappen: Wappen der Gemeinde beziehungsweise Stadt
- Karte: Zeigt die Lage der Gemeinde beziehungsweise Stadt im Landkreis
- Fläche: Fläche der Stadt beziehungsweise Gemeinde, angegeben in Quadratkilometer
- Einwohner: Zahl der Menschen die in der Gemeinde beziehungsweise Stadt leben (Stand: 31. Dezember 2023[1])
- EW-Dichte: Angegeben ist die Einwohnerdichte, gerechnet auf die Fläche der Verwaltungseinheit, angegeben in Einwohner pro km² (Stand: 31. Dezember 2023[1])
- Höhe: Höhe der namensgebenden Ortschaft beziehungsweise Stadt in Meter über Normalnull
- Bild: Bild aus der jeweiligen Gemeinde beziehungsweise Stadt

## Gemeinden
| Gemeinde                                                                               | Teilorte | VVG / GVB                  | Wappen                               | Karte                                                 | Fläche   | Einwohner | EW- Dichte | Höhe | Bild |
| -------------------------------------------------------------------------------------- | --- | -------------------------- | ------------------------------------ | ----------------------------------------------------- | -------- | --------- | ---------- | ---- | --- |
| Alb-Donau-Kreis                                                                        | |                            | Wappen des Alb-Donau-Kreises         | Der Alb-Donau-Kreis in Baden-Württemberg              | 1.357,32 | 201,769   | 149        |      | Blautopf in Blaubeuren – die Quelle des Flüsschens Blau                                                      |
| Allmendingen (gehörte vor der Gebietsreform zum Landkreis Ehingen)                     | Allmendingen Ennahofen (1974) Grötzingen (1974) Niederhofen (1974) Weilersteußlingen (1974) | VVG Allmendingen           | Wappen der Gemeinde Allmendingen     | Lage der Gemeinde Allmendingen im Alb-Donau-Kreis     | 45,9     | 4.915     | 107        | 518  | Allmendingen                                                                                                 |
| Altheim (gehörte vor der Gebietsreform zum Landkreis Ehingen)                          | Altheim | VVG Allmendingen           | Wappen der Gemeinde Altheim          | Lage der Gemeinde Altheim im Alb-Donau-Kreis          | 7,8      | 569       | 73         | 606  | |
| Altheim (Alb) (gehörte vor der Gebietsreform zum Landkreis Ulm)                        | Altheim (Alb) | GVB Langenau               | Wappen der Gemeinde Altheim (Alb)    | Lage der Gemeinde Altheim (Alb) im Alb-Donau-Kreis    | 25,78    | 1.692     | 66         | 609  | Altheim (Alb) – Rathaus                                                                                      |
| Amstetten (gehörte vor der Gebietsreform zum Landkreis Ulm)                            | Amstetten Bräunisheim (1973) Hofstett-Emerbuch (1972) Reutti (1975) Schalkstetten (1975) Stubersheim (1972) | GVB Lonsee- Amstetten      | Wappen der Gemeinde Amstetten        | Lage der Gemeinde Amstetten im Alb-Donau-Kreis        | 49,8     | 4.190     | 84         | 628  | Schmalspurbahn Amstetten – Oppingen                                                                          |
| Asselfingen (gehörte vor der Gebietsreform zum Landkreis Ulm)                          | Asselfingen | GVB Langenau               | Wappen der Gemeinde Asselfingen      | Lage der Gemeinde Asselfingen im Alb-Donau-Kreis      | 12,85    | 1.030     | 80         | 504  | „Löwenmensch“ aus der Altsteinzeit, gefunden in der Karsthöhle Hohlenstein-Stadel im Lonetal bei Asselfingen |
| Ballendorf (gehörte vor der Gebietsreform zum Landkreis Ulm)                           | Ballendorf | GVB Langenau               | Wappen der Gemeinde Ballendorf       | Lage der Gemeinde Ballendorf im Alb-Donau-Kreis       | 14,21    | 687       | 48         | 545  | Ballendorf Ortsmitte                                                                                         |
| Balzheim (gehörte vor der Gebietsreform zum Landkreis Biberach)                        | Oberbalzheim Unterbalzheim (Zusammenschluss 1974) | GVB Dietenheim             | Wappen der Gemeinde Balzheim         | Lage der Gemeinde Balzheim im Alb-Donau-Kreis         | 17,58    | 2.148     | 122        | 529  | Balzheim |
| Beimerstetten (gehörte vor der Gebietsreform zum Landkreis Ulm)                        | Beimerstetten | VVG Dornstadt              | Wappen der Gemeinde Beimerstetten    | Lage der Gemeinde Beimerstetten im Alb-Donau-Kreis    | 14,33    | 2.467     | 172        | 587  | Luftbild von Beimerstetten                                                                                   |
| Berghülen (gehörte vor der Gebietsreform zum Landkreis Ulm)                            | Berghülen Bühlenhausen (1972) | VVG Blaubeuren             | Wappen der Gemeinde Berghülen        | Lage der Gemeinde Berghülen im Alb-Donau-Kreis        | 26,13    | 2.062     | 79         | 693  | Bühlenhausen: Hüle                                                                                           |
| Bernstadt (gehörte vor der Gebietsreform zum Landkreis Ulm)                            | Bernstadt | GVB Langenau               | Wappen der Gemeinde Bernstadt        | Lage der Gemeinde Bernstadt im Alb-Donau-Kreis        | 13,95    | 2.288     | 164        | 551  | Bernstadt: Pfarrkirche                                                                                       |
| Stadt Blaubeuren (gehörte vor der Gebietsreform zum Landkreis Ulm)                     | Blaubeuren Asch (1974) Beiningen (1975) Pappelau (1975) Seißen (1975) Sonderbuch (1974) Weiler (1975) | VVG Blaubeuren             | Wappen der Stadt Blaubeuren          | Lage der Stadt Blaubeuren im Alb-Donau-Kreis          | 79,15    | 12,665    | 160        | 516  | Blautopf und Kloster Blaubeuren                                                                              |
| Stadt Blaustein (gehörte vor der Gebietsreform zum Landkreis Ulm)                      | Arnegg Bermaringen Ehrenstein Herrlingen Klingenstein Markbronn Wippingen (die heutige Gemeinde entstand in mehreren Schritten zwischen 1968 und 1975) |                            | Wappen der Gemeinde Blaustein        | Lage der Gemeinde Blaustein im Alb-Donau-Kreis        | 55,61    | 16,469    | 296        | 495  | Schloss Klingenstein                                                                                         |
| Börslingen (gehörte vor der Gebietsreform zum Landkreis Ulm)                           | Börslingen | GVB Langenau               | Wappen der Gemeinde Börslingen       | Lage der Gemeinde Börslingen im Alb-Donau-Kreis       | 6,29     | 178       | 28         | 560  | |
| Breitingen (gehörte vor der Gebietsreform zum Landkreis Ulm)                           | Breitingen | GVB Langenau               | Wappen der Gemeinde Breitingen       | Lage der Gemeinde Breitingen im Alb-Donau-Kreis       | 2,89     | 354       | 122        | 522  | |
| Stadt Dietenheim (gehörte vor der Gebietsreform zum Landkreis Ulm)                     | Dietenheim Regglisweiler (1972) | GVB Dietenheim             | Wappen der Stadt Dietenheim          | Lage der Stadt Dietenheim im Alb-Donau-Kreis          | 18,76    | 6.832     | 364        | 513  | Dietenheim: Kirchstrasse                                                                                     |
| Dornstadt (gehörte vor der Gebietsreform zum Landkreis Ulm)                            | Dornstadt Bollingen (1971) Scharenstetten (1975) Temmenhausen (1975) Tomerdingen (1975) | VVG Dornstadt              | Wappen der Gemeinde Dornstadt        | Lage der Gemeinde Dornstadt im Alb-Donau-Kreis        | 59,24    | 9.207     | 155        | 600  | Dornstadt |
| Große Kreisstadt Ehingen (Donau) (gehörte vor der Gebietsreform zum Landkreis Ehingen) | Ehingen (Donau) Altbierlingen (1973) Altsteußlingen (1972) Berg (1972) Dächingen (1973) Erbstetten (1973) Frankenhofen (1973) Gamerschwang (1972) Granheim (1974) Herbertshofen (1973) Heufelden (1972) Kirchbierlingen (1973) Kirchen (1972) Mundingen (1973) Nasgenstadt (1971) Rißtissen (1975) Schaiblishausen (1973) Volkersheim (1973)                                                                                       | VVG Ehingen (Donau)        | Wappen der Stadt Ehingen (Donau)     | Lage der Stadt Ehingen (Donau) im Alb-Donau-Kreis     | 178,4    | 27,751    | 156        | 515  | Ehingen (Donau): Wehrgang                                                                                    |
| Emeringen (gehörte vor der Gebietsreform zum Landkreis Ehingen)                        | Emeringen | GVB Munderkingen           | Wappen der Gemeinde Emeringen        | Lage der Gemeinde Emeringen im Alb-Donau-Kreis        | 7,54     | 166       | 22         | 579  | Braunsel |
| Emerkingen (gehörte vor der Gebietsreform zum Landkreis Ehingen)                       | Emerkingen | GVB Munderkingen           | Wappen der Gemeinde Emerkingen       | Lage der Gemeinde Emerkingen im Alb-Donau-Kreis       | 7,4      | 823       | 111        | 531  | Emerkingen                                                                                                   |
| Stadt Erbach (gehörte vor der Gebietsreform zum Landkreis Ulm)                         | Erbach Bach (1974; gehörte vor der Gebietsreform zum Landkreis Ehingen) Dellmensingen (1974) Donaurieden (1974; gehörte vor der Gebietsreform zum Landkreis Ehingen) Ersingen (1974; gehörte vor der Gebietsreform zum Landkreis Ehingen) Ringingen (1972; gehörte vor der Gebietsreform zum Landkreis Ehingen) |                            | Wappen der Stadt Erbach              | Lage der Stadt Erbach im Alb-Donau-Kreis              | 63,92    | 14,157    | 221        | 529  | Donaustaustude bei Erbach                                                                                    |
| Griesingen (gehörte vor der Gebietsreform zum Landkreis Ehingen)                       | Griesingen | VVG Ehingen (Donau)        | Wappen der Gemeinde Griesingen       | Lage der Gemeinde Griesingen im Alb-Donau-Kreis       | 8,16     | 1.023     | 125        | 506  | |
| Grundsheim (gehörte vor der Gebietsreform zum Landkreis Ehingen)                       | Grundsheim | GVB Munderkingen           | Wappen der Gemeinde Grundsheim       | Lage der Gemeinde Grundsheim im Alb-Donau-Kreis       | 3,7      | 205       | 55         | 532  | |
| Hausen am Bussen (gehörte vor der Gebietsreform zum Landkreis Ehingen)                 | Hausen am Bussen | GVB Munderkingen           | Wappen der Gemeinde Hausen am Bussen | Lage der Gemeinde Hausen am Bussen im Alb-Donau-Kreis | 3,52     | 272       | 77         | 532  | Madonna im Hochaltar der Pfarrkirche von Hausen am Bussen                                                    |
| Heroldstatt (gehörte vor der Gebietsreform zum Landkreis Münsingen)                    | Heroldstatt Ennabeuren Sontheim (Zusammenschluss zu der neuen Gemeinde im Jahr 1973) Breithülen (2011) | GVB Laichinger Alb         | Wappen der Gemeinde Heroldstatt      | Lage der Gemeinde Heroldstatt im Alb-Donau-Kreis      | 21,81    | 2.918     | 134        | 770  | Hintere Kohlhaldehöhle                                                                                       |
| Holzkirch (gehörte vor der Gebietsreform zum Landkreis Ulm)                            | Holzkirch | GVB Langenau               | Wappen der Gemeinde Holzkirch        | Lage der Gemeinde Holzkirch im Alb-Donau-Kreis        | 8,14     | 273       | 34         | 579  | Holzkirch: Kirche                                                                                            |
| Hüttisheim (gehörte vor der Gebietsreform zum Landkreis Ulm)                           | Hüttisheim | GVB Kirchberg- Weihungstal | Wappen der Gemeinde Hüttisheim       | Lage der Gemeinde Hüttisheim im Alb-Donau-Kreis       | 10,35    | 1.510     | 146        | 538  | |
| Illerkirchberg (gehörte vor der Gebietsreform zum Landkreis Ulm)                       | Oberkirchberg Unterkirchberg (Zusammenschluss zu der neuen Gemeinde im Jahr 1972) | GVB Kirchberg- Weihungstal | Wappen der Gemeinde Illerkirchberg   | Lage der Gemeinde Illerkirchberg im Alb-Donau-Kreis   | 11,45    | 4.989     | 436        | 500  | Illerkirchberg vom Iller Radweg                                                                              |
| Illerrieden (gehörte vor der Gebietsreform zum Landkreis Ulm)                          | Illerrieden Dorndorf (1971) Wangen (1972) | GVB Dietenheim             | Wappen der Gemeinde Illerrieden      | Lage der Gemeinde Illerrieden im Alb-Donau-Kreis      | 18,17    | 3.376     | 186        | 492  | Kirche St. Agatha in Illerrieden                                                                             |
| Stadt Laichingen (gehörte vor der Gebietsreform zum Landkreis Münsingen)               | Laichingen Feldstetten (1975) Machtolsheim (1975; gehörte vor der Gebietsreform zum Landkreis Ulm) Suppingen (1972; gehörte vor der Gebietsreform zum Landkreis Ulm) | GVB Laichinger Alb         | Wappen der Stadt Laichingen          | Lage der Stadt Laichingen im Alb-Donau-Kreis          | 69,84    | 12,338    | 177        | 755  | Laichinger Kirchenburg                                                                                       |
| Stadt Langenau (gehörte vor der Gebietsreform zum Landkreis Ulm)                       | Langenau Albeck (1972) Göttingen (1972) Hörvelsingen (1972) | GVB Langenau               | Wappen der Stadt Langenau            | Lage der Stadt Langenau im Alb-Donau-Kreis            | 75,0     | 15,287    | 204        | 458  | Schloß in Albeck bei Langenau                                                                                |
| Lauterach (gehörte vor der Gebietsreform zum Landkreis Ehingen)                        | Lauterach | GVB Munderkingen           | Wappen der Gemeinde Lauterach        | Lage der Gemeinde Lauterach im Alb-Donau-Kreis        | 13,77    | 581       | 42         | 518  | Lauterfall                                                                                                   |
| Lonsee (gehörte vor der Gebietsreform zum Landkreis Ulm)                               | Lonsee Ettlenschieß Halzhausen (1972) Luizhausen (1972) Radelstetten (1975) Urspring | GVB Lonsee- Amstetten      | Wappen der Gemeinde Lonsee           | Lage der Gemeinde Lonsee im Alb-Donau-Kreis           | 43,32    | 5.157     | 119        | 564  | Lonetopf – Quelle der Lone                                                                                   |
| Merklingen (gehörte vor der Gebietsreform zum Landkreis Ulm)                           | Merklingen | GVB Laichinger Alb         | Wappen der Gemeinde Merklingen       | Lage der Gemeinde Merklingen im Alb-Donau-Kreis       | 21,31    | 2.051     | 96         | 699  | Solar-Testfeld Widderstall, nahm im Jahr 1989 seinen Betrieb auf                                             |
| Stadt Munderkingen (gehörte vor der Gebietsreform zum Landkreis Ehingen)               | Munderkingen | GVB Munderkingen           | Wappen der Stadt Munderkingen        | Lage der Stadt Munderkingen im Alb-Donau-Kreis        | 13,08    | 5.408     | 413        | 516  | Munderkingen – Blick von der Donau                                                                           |
| Neenstetten (gehörte vor der Gebietsreform zum Landkreis Ulm)                          | Neenstetten | GVB Langenau               | Wappen der Gemeinde Neenstetten      | Lage der Gemeinde Neenstetten im Alb-Donau-Kreis      | 8,3      | 830       | 100        | 572  | |
| Nellingen (gehörte vor der Gebietsreform zum Landkreis Ulm)                            | Nellingen Oppingen (1975) | GVB Laichinger Alb         | Wappen der Gemeinde Nellingen        | Lage der Gemeinde Nellingen im Alb-Donau-Kreis        | 35,78    | 2.040     | 57         | 684  | Naturschutzgebiet Mönchsteig                                                                                 |
| Nerenstetten (gehörte vor der Gebietsreform zum Landkreis Ulm)                         | Nerenstetten | GVB Langenau               | Wappen der Gemeinde Nerenstetten     | Lage der Gemeinde Nerenstetten im Alb-Donau-Kreis     | 6,09     | 373       | 61         | 513  | |
| Oberdischingen (gehörte vor der Gebietsreform zum Landkreis Ehingen)                   | Oberdischingen | VVG Ehingen (Donau)        | Wappen der Gemeinde Oberdischingen   | Lage der Gemeinde Oberdischingen im Alb-Donau-Kreis   | 8,84     | 2.300     | 260        | 483  | Fasnet in Oberdischingen                                                                                     |
| Obermarchtal (gehörte vor der Gebietsreform zum Landkreis Ehingen)                     | Obermarchtal Reutlingendorf (1972) | GVB Munderkingen           | Wappen der Gemeinde Obermarchtal     | Lage der Gemeinde Obermarchtal im Alb-Donau-Kreis     | 26,59    | 1.328     | 50         | 539  | Kloster Obermarchtal: Münster                                                                                |
| Oberstadion (gehörte vor der Gebietsreform zum Landkreis Ehingen)                      | Oberstadion Hundersingen (1975) Moosbeuren (1972) Mundeldingen (1972) | GVB Munderkingen           | Wappen der Gemeinde Oberstadion      | Lage der Gemeinde Oberstadion im Alb-Donau-Kreis      | 15,8     | 1.573     | 100        | 532  | Oberstadion: Osterbrunnen                                                                                    |
| Öllingen (gehörte vor der Gebietsreform zum Landkreis Ulm)                             | Öllingen | GVB Langenau               | Wappen der Gemeinde Öllingen         | Lage der Gemeinde Öllingen im Alb-Donau-Kreis         | 8,09     | 541       | 67         | 536  | |
| Öpfingen (gehörte vor der Gebietsreform zum Landkreis Ehingen)                         | Öpfingen | VVG Ehingen (Donau)        | Wappen der Gemeinde Öpfingen         | Lage der Gemeinde Öpfingen im Alb-Donau-Kreis         | 8,88     | 2.269     | 256        | 504  | Öpfingen |
| Rammingen (gehörte vor der Gebietsreform zum Landkreis Ulm)                            | Rammingen | GVB Langenau               | Wappen der Gemeinde Rammingen        | Lage der Gemeinde Rammingen im Alb-Donau-Kreis        | 14,04    | 1.288     | 92         | 512  | |
| Rechtenstein (gehörte vor der Gebietsreform zum Landkreis Ehingen)                     | Rechtenstein | GVB Munderkingen           | Wappen der Gemeinde Rechtenstein     | Lage der Gemeinde Rechtenstein im Alb-Donau-Kreis     | 3,77     | 289       | 77         | 538  | Rechtenstein                                                                                                 |
| Rottenacker (gehörte vor der Gebietsreform zum Landkreis Ehingen)                      | Rottenacker | GVB Munderkingen           | Wappen der Gemeinde Rottenacker      | Lage der Gemeinde Rottenacker im Alb-Donau-Kreis      | 10,29    | 2.233     | 217        | 530  | Wasserkraftwerk an der Donau in Rottenacker                                                                  |
| Stadt Schelklingen (gehörte vor der Gebietsreform zum Landkreis Ehingen)               | Schelklingen Gundershofen (1975; gehörte vor der Gebietsreform zum Landkreis Münsingen) Hausen ob Urspring (1972) Hütten (1972; gehörte vor der Gebietsreform zum Landkreis Münsingen) Ingstetten (1972; gehörte vor der Gebietsreform zum Landkreis Münsingen) Justingen (1972; gehörte vor der Gebietsreform zum Landkreis Münsingen) Schmiechen (1974) Sondernach (1975; gehörte vor der Gebietsreform zum Landkreis Münsingen) |                            | Wappen der Stadt Schelklingen        | Lage der Stadt Schelklingen im Alb-Donau-Kreis        | 75,24    | 6.621     | 88         | 540  | Burg Hohenschelklingen                                                                                       |
| Schnürpflingen (gehörte vor der Gebietsreform zum Landkreis Ulm)                       | Schnürpflingen | GVB Kirchberg- Weihungstal | Wappen der Gemeinde Schnürpflingen   | Lage der Gemeinde Schnürpflingen im Alb-Donau-Kreis   | 10,71    | 1.439     | 134        | 537  | Kirche Mariä Unbefleckte Empfängnis                                                                          |
| Setzingen (gehörte vor der Gebietsreform zum Landkreis Ulm)                            | Setzingen | GVB Langenau               | Wappen der Gemeinde Setzingen        | Lage der Gemeinde Setzingen im Alb-Donau-Kreis        | 8,42     | 749       | 89         | 501  | |
| Staig (gehörte vor der Gebietsreform zum Landkreis Ulm)                                | Altheim ob Weihung Steinberg Weinstetten (Zusammenschluss zu der heutigen Gemeinde im Jahr 1972) | GVB Kirchberg- Weihungstal | Wappen der Gemeinde Staig            | Lage der Gemeinde Staig im Alb-Donau-Kreis            | 17,74    | 3.295     | 186        | 502  | |
| Untermarchtal (gehörte vor der Gebietsreform zum Landkreis Ehingen)                    | Untermarchtal | GVB Munderkingen           | Wappen der Gemeinde Untermarchtal    | Lage der Gemeinde Untermarchtal im Alb-Donau-Kreis    | 5,61     | 853       | 152        | 506  | Schloss Untermarchtal                                                                                        |
| Unterstadion (gehörte vor der Gebietsreform zum Landkreis Ehingen)                     | Unterstadion | GVB Munderkingen           | Wappen der Gemeinde Unterstadion     | Lage der Gemeinde Unterstadion im Alb-Donau-Kreis     | 8,84     | 910       | 103        | 508  | Brunnen in Unterstadion                                                                                      |
| Unterwachingen (gehörte vor der Gebietsreform zum Landkreis Ehingen)                   | Unterwachingen | GVB Munderkingen           | Wappen der Gemeinde Unterwachingen   | Lage der Gemeinde Unterwachingen im Alb-Donau-Kreis   | 2,6      | 198       | 76         | 520  | Pfarrkirche St. Cosmas und Damian Unterwachingen: Orgelempore                                                |
| Weidenstetten (gehörte vor der Gebietsreform zum Landkreis Ulm)                        | Weidenstetten | GVB Langenau               | Wappen der Gemeinde Weidenstetten    | Lage der Gemeinde Weidenstetten im Alb-Donau-Kreis    | 17,21    | 1.409     | 82         | 585  | Weidenstetten: Kirche                                                                                        |
| Westerheim (gehörte vor der Gebietsreform zum Landkreis Münsingen)                     | Westerheim | GVB Laichinger Alb         | Wappen der Gemeinde Westerheim       | Lage der Gemeinde Westerheim im Alb-Donau-Kreis       | 22,93    | 3.069     | 134        | 815  | Westerheim: Dorfmitte                                                                                        |
| Westerstetten (gehörte vor der Gebietsreform zum Landkreis Ulm)                        | Westerstetten | VVG Dornstadt              | Wappen der Gemeinde Westerstetten    | Lage der Gemeinde Westerstetten im Alb-Donau-Kreis    | 13,09    | 2.124     | 162        | 544  | Westerstetten: Kirche St. Martin                                                                             |